# موزيلا فيرفكس 3
موزيلا فيرفكس 3 (بالإنجليزية: Mozilla Firefox 3)‏ إصدار من متصفح الوب موزيلا فيرفكس أصدرته شركة موزيلا في 17 يونيو 2008.
يستخدم فيرفكس 3 الإصدار 1.9 من محرك التصميم جيكو لعرض صفحات الوب. تحتوي الإصدار الجديدة إصلاح الكثير من العيوم وتحسين التوافق مع المعايير بالمقارنة مع فيرفكس 2. من المزايا الأخرى أيضًا إعادة تصميم مدير التنزيل ونظام «أماكن» جديد لتخزين العلامات والتاريخ وسمات مختلفة لكل نظام تشغيل.
احتل فيرفكس 3 5.67% من نسبة استخدام المتصفحات بحلول يوليو 2008 ونُزّل أكثر من 8 ملايين مرة في يوم إصداره ليحقق بذلك رقمًا قياسيُا في موسوعة غينيس للأرقام القياسية. يحتل فيرفكس 3 حاليًا بين 20-30% من نسبة استخدام المتصفحات.
كان اسمه الرمزي أُثناء التطوير Gran Paradiso وصدرت أثناء التطوير 8 نسخ ألفا و5 نسخ بيتا و3 إصدارات مرشّحة في 2007 وبداية 2008. استمر التطوير للنسبة 3.1 (التي أصبحت 3.5 لاحقًا) التي كان اسمها الرمزي Shiretoko في صيف 2008.

## وصلات خارجية
- صفحة موزيلا فيرفكس الرئيسية للمستخدمين النهائيين.
- صفحة مشروع موزيلا فيرفكس للمطورين
- اتفاقية موزيلا للمستخدم النهائي
- تقرير عن فيرفكس (PC Magazine)